# Симонетта Гомес-Асебо и Бурбон
Симонетта Гомес-Асебо и Бурбон (исп. Simoneta Gómez-Acebo; род. 28 октября 1968, Мадрид, Франкистская Испания) — испанская аристократка. Единственная дочь Инфанты Пилар, герцогини Бадахосской.

## Биография
Симонетта родилась 28 октября 1968 года. Она была старшим из детей и единственной дочерью инфанты Испании Пилар (1936—2020), и её мужа Луиса Гомеса-Асебо (1934—1991). У неё есть четыре младших брата.
Она училась средней школе, в Мадриде. Сразу после окончания школы, Симонетта изучала океанографию в США. После этого она отправилась в Лондон, где изучала искусство в аукционном доме Sotheby's. После учёбы, работала продавцом, а позже специалистом по связям с общественностью в компании Cartier.
Она принимала участие в многочисленных конных соревнованиях, а в 1985 году присоединилась к отряду Equitation and Remonta Unit, с которым участвовала в соревнованиях, в 1986 году, в Севилье.
С 2012 по 2018 года, она была президентом Испанской ассоциации музыкантов.
После смерти её матери в 2020 году, приобрела один из двух её домов. Второй, расположенный на проспекте Жоана Миро, был продан.
С 2021 года координирует проекты фонда, Michelangelo Foundation for Creativity and Craftsmanship в Испании.
С мая 2022 года он занимает должность директора по международным связям в Decisión Media Group. Данная организация специализируется на цифровых медиа в Испании и Латинской Америке.

## Брак и дети
12 сентября 1990 года, Симонетта вышла замуж за Хосе Мигеля Фернандеса Састрона (род. 1959). Свадьба прошла Пальма-де-Майорке и широко освещалась в прессе. Симонета была одета в платье от кутюр Dior и эффектную повязку на голову с жемчугом и бриллиантами, которая принадлежала королеве Виктории Евгении Баттенбергской. В браке родилось трое детей:
- Луис Хуан Фернандес-Састрон и Гомес-Асебо (род. 23 сентября 1991)
- Пабло Фернандес-Састрон и Гомес-Асебо (род. 4 мая 1995)
- Мария де лас Мерседес Фернандес-Састрон и Гомес-Асебо (род. 17 января 2000)

В 2009 году супруги расстались. 16 октября 2012 года они подписали соглашение о разводе.